# Pedro de Peralta y Ezpeleta
Pedro de Peralta y Ezpeleta (1420-1492) was graaf van San Estéban en Lerin, en condestable van Navarra. 

## Afkomst

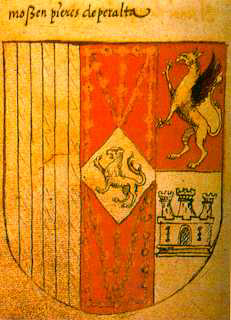
Het wapen van Pedro de Peralta

Pedro de Peralta, ook genoemd Pierres de Peralta, bijgenaamd “el Joven”, in het Nederlands “de Jonge”, was een zoon van Pedro Martínez de Peralta y Ruiz de Azagra, ook  bekend als mosén Pierres de Peralta "el Viejo", in het Nederlands “de Oude”, en diens echtgenote Juana de Ezpeleta y Garro, dochter van de baron van Ezpeleta  en de zuster van mosén Beltrán de Ezpeleta, eerste burggraaf van Val de Erro.

## Leven
Pedro de Peralta volgde in 1442 zijn vader op en trouwde in 1440 in Tafello met Agnes van Brabant, een buitenechtelijke dochter van Anton van Bourgondië (1384-1415). Agnes stierf op 9 juli 1455. 
Pedro de Peralta was aanvoerder van de Agramonteses een verbond van edelen die in de Burgeroorlog van Navarra de kant kozen van Johan II van Aragón. De strijd was gericht tegen de zoon van de koning, Karel van Viana, die aanspraak maakte op de troon van Navarra, en de edelen die hem steunden, de Beaumonteses.In 1451 in de Slag bij Aibar nam Pedro de Peralta zijn belangrijkste tegenstandersk Karel van Viana en Lodewijk I van Beaumont gevangen. 
In 1461 verdedigde hij de plaats Viana in Navarra tegen de Castiliaanse troepen. 
Pedro trouwde op 18 juni 1462 opnieuw, met Isabel van Foix, dochter van Gaston de Foix-Grailly en een nicht van Catharina I van Navarra en weduwe van Jacques de Pons, burggraaf van Turenne.
In 1462 trok hij naar Catalonië om daar de belangen van Aragón en Juan II te verdedigen en de opstandige Catalaanse troepen neer te slaan. Hetzelfde jaar  bracht hij Blanca, de zus van Karel van Viana, naar haar gevangenis in Orthez, waar ze twee jaar later overleed, waarschijnlijk door vergiftiging. Pedro werd hiervoor ter dood veroordeeld, en zijn bezittingen werden in beslag genomen. Kort hierna werd door Johan II een pardon verleend.
In 1463 verdedigde hij de plaats Estella tegen Castilië, hoewel besloten was dat Navarra de stad moest overdragen.
Pedro reisde naar Rome en wist te bewerkstelligen dat Nicolás de Echávarri benoemd werd tot bisschop van Pamplona. Tijdens de Cortes die in november 1468 in Navarra werden gehouden legde hij een hinderlaag en bracht de bisschop om het leven met een lans. De Peralta werd hierop geëxcommuniceerd en zijn bezittingen werden in beslag genomen. Hij ontving echter opnieuw pardon van Johan II. Pedro bemiddelde in 1469 in het huwelijk tussen Ferdinand II van Aragón en Isabella I van Castilië, de latere katholieke koningen. 
In 1469 verzette hij zich tegen de vrede gesloten tussen Gaston IV van Foix, diens vrouw Eleonora I van Navarra en Johan van Beaumont door Tudela, Sangüesa, Peralta, Falces, Funes, Azagra en andere steden te bezetten. 
In 1471 trok Pedro de Peralta naar Rome om boete te doen voor de moord op de bisschop. Sixtus IV verleende vergiffenis, maar Pedro moest van de paus als boetedoening drie jaar tegen de Turken vechten. De straf werd later omgezet in strijd tegen de Moren om Granada.
In 1474 ontzette hij koning Johan II die belegerd werd in Perpignan. Na de dood van Johan II in 1479 trok hij zich terug uit het politieke leven, gedurende de regering van Francisco Febo. Daarna keerde hij terug naar Navarra om in 1492 te sterven. 
Pedro de Peralta is de geschiedenis ingegaan als een bloeddorstige, despotische, wrede man, vooral door de moorden op Blanca en de bisschop De Echávarri.

## Nageslacht
Met Agnes van Brabant:
- Pedro (-1460)
- Juana, in 1467 getrouwd met het buitenechtelijk kind van Alonso Carillo, Troillo Carillo

Met Isabel van Foix:
- Ana de Peralta